# Бриент
Брие́нт — село в Кваркенском районе Оренбургской области, административный центр Бриентского сельсовета.

## География
Находится на правобережье речки Бахтыбай (Якши-Акжар) на расстоянии примерно 28 километров на запад-север-запад от районного центра села Кваркено.

## Климат
Климат резко континентальный с недостаточным количеством осадков в течение года (около 350 мм). Зима (начало ноября — конец марта) умеренно холодная с устойчивыми морозами. Преобладающая дневная температура воздуха в наиболее холодные месяцы — −12…−16 °C, — ночная — −17…−20 °C (абс. мин. — −46 °C). Снежный покров устанавливается в конце ноября, толщина его к концу февраля достигает 40 см. Весна (конец марта — конец мая) в первой половине прохладная, во второй — тёплая. Снежный покров сходит в начале апреля. По ночам до конца мая возможны заморозки. Лето тёплое, преимущественно с ясной погодой. Преобладающая дневная температура воздуха 22—24 °C (абс. макс. 40 °C), ночная 14—16 °C. Периодически бывает засуха. Осень (конец августа — начало ноября) в первой половине малооблачная, тёплая. Во второй половине преобладает пасмурная погода с затяжными моросящими дождями. В конце сезона выпадает снег. Ночные заморозки начинаются с конца сентября.

## История
Основано поселение было в 1843 году. Название дано в память о первой победе на территории Франции во время заграничных походов Русской Армии против Наполеона. В память о героизме русских солдат и казаков станица № 15 Новолинейного района Оренбургского казачьего войска получила наименование Бриентская. В 1866 году упоминается Бриентский казачий отряд (68 дворов и 413 жителей). В 1928-29 году был организован колхоз «Утёс», который просуществовал до 1957 года, когда был реорганизован в отделение совхоза «Аландский». В 1964-65 году был организован совхоз «Бриентский», просуществовавший до 1993 года.

## Население
Постоянное население составляло 977 человек в 2002 году (русские 50 %, казахи 33 %), 815 человек в 2010 году.